# (3724) Annenskij
(3724) Annenskij est un astéroïde de la ceinture principale.

## Description
(3724) Annenskij est un astéroïde de la ceinture principale. Il fut découvert le 23 décembre 1979 à Naoutchnyï par Lioudmila Jouravliova. Il présente une orbite caractérisée par un demi-grand axe de 2,76 UA, une excentricité de 0,17 et une inclinaison de 7,7° par rapport à l'écliptique.

## Compléments